# جيمس بلاد
جيمس بلاد هو سياسي أمريكي، ولد في 29 ديسمبر 1833 في دودلي في الولايات المتحدة، وتوفي في 29 ديسمبر 1885 في ساحل الذهب الإنجليزي في المملكة المتحدة.